# A Terceira Margem do Rio

O índice da primeira edição de Primeiras Estórias traz, conto por conto, ilustrações de acordo com esboços feitos pelo próprio Guimarães Rosa, redesenhados depois pelo desenhista Luís Jardim, como este acima, especialmente para "A Terceira Margem do Rio".

"A Terceira Margem do Rio" é o conto mais famoso e uma das obras mais influentes de Guimarães Rosa, publicado em seu livro Primeiras Estórias, lançado em 1962. 
Narrado em primeira pessoa pelo filho de um homem que decide abandonar a família e toda a sociedade para viver dentro de uma pequena canoa num imenso rio. 
Guimarães Rosa dá um tom regionalista e universal ao conto, em estilo de prosa poética e oralidade específica, tratando de grandes dilemas da existência humana.
"A Terceira Margem do Rio" é sempre posicionado como um dos melhores contos ou o melhor da literatura brasileira.

## Inspiração e escrita
No quarto prefácio de Tutameia – Terceiras Estórias (1967), livro de contos, última obra publicada em vida meses antes de sua partida, Guimarães Rosa confessa:
"(...) A "Terceira Margem do Rio" (de Primeiras Estórias) veio-me na rua, em inspiração pronta e brusca, tão “de fora”, que instintivamente levantei as mãos para "pegá-la", como se fosse uma bola vindo ao gol e eu o goleiro. (...)"
Esta curta explicação é dada, no mesmo prefácio, junto a diversas outras explicações de como surgiram outras obras do escritor, geralmente por meio de uma inspiração mágica: "Tenho de segredar que – embora por formação ou índole oponho escrúpulo crítico a fenômenos paranormais e em princípio rechace a experimentação metapsíquica – minha vida sempre e cedo se teceu de sutil gênero de fatos. (...) No plano da arte e criação – já de si em boa parte subliminar ou supraconsciente, entremeando-se nos bojos do mistério e equivalente às vezes quase à reza – decerto se propõem mais essas manifestações."

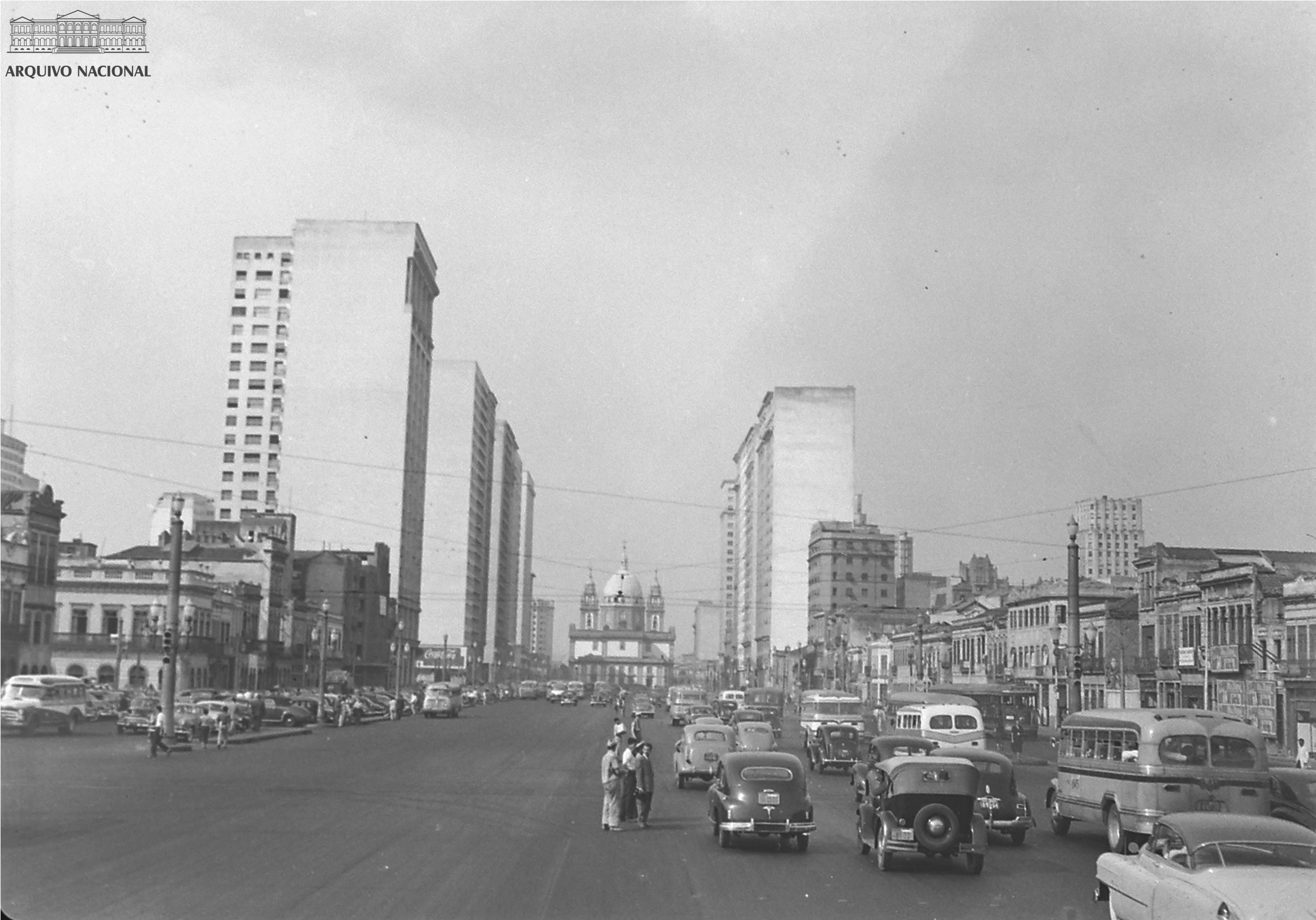
Avenida Presidente Vargas, 1958.

Em relação ao texto "A Terceira Margem do Rio", Rosa não deixou registrado e especificado em qual rua tivera a sua inspiração, mas o colecionador, editor e jornalista João Condé ― que chegou a ter correspondência direta com outros escritores, como João Ribeiro, Gilberto Freyre, Aníbal Machado, Murilo Mendes, José Lins do Rego, Graciliano Ramos, Coelho Neto, entre outros, correspondências essas guardadas naquilo que Carlos Drummond de Andrade chamava de "Arquivos Implacáveis", milhares de fotografias, caricaturas, cartas, bilhetes, depoimentos etc. relativos a mais de 40 anos da literatura brasileira, figurando importante dentro da fortuna crítica de Guimarães Rosa a carta de 19 onde lhe revela detalhes de como escreveu Sagarana (1946), o livro anterior ―, costumava contar, no início dos anos 1970, na redação do Jornal de Letras, em Copacabana, que fundou junto aos irmãos Elísio Condé e José Condé (escritor que também tivera amizade com Rosa), que Guimarães Rosa teve a ideia súbita de "A Terceira Margem do Rio" em plena Avenida Presidente Vargas, no centro nervoso do Rio de Janeiro.
Às seis da tarde, "hora do rush", Rosa, diplomata e mineiro do interior, acabava de deixar o Palácio do Itamaraty, onde exercia cargo de chefe da Divisão de Fronteiras, e, fumando seu cigarro Yolanda, andava um trecho a pé da larga avenida de quatro pistas e 80 metros de largura. Wilson Bueno, escritor e colega de Condé, relembra o relato em crônica de 2008: 
"[...] Homem sensível, de traço feminil, ao perceber-se engolido pelo tráfego pesado, literalmente no meio da rua, Rosa quase tem um chilique. Salva-o o talento de predestinado das letras: tomando a avenida como a metáfora de um rio, fulmina-o, naquele exato instante - destacava o saudoso João Condé -, a ideia daquela que viria a ser uma das mais antológicas peças da literatura brasileira, e de todas as literaturas, o conto “A Terceira Margem do Rio”.
"A peça inteira, leitor, sua montagem e textura, suas engrenagens e engenharias, lhe vem à mente. O seu começo, o seu meio e o seu fim. De um jeito mediúnico e, como se vê, de modo rigorosamente imprevisto.
"Guimarães Rosa, nervoso, ofegante, segue incólume por entre carros, buzinas, urros, freadas, desvios, acenando inutilmente para um táxi, mas já a caminhar na direção do primeiro ponto de ônibus. Não havia tempo a perder.
"O terno elegante encharcado de suor, embarca no primeiro lotação que leve ao Posto Seis, onde vive com Araca, a sua sempre Araci [de Carvalho Guimarães Rosa], no belo apartamento da rua Francisco Otaviano, no que, anos depois, ele próprio detalharia em depoimento célebre: aquela vez, repetia sempre, era como se equilibrasse aos ombros, sem figura de retórica, uma cristaleira.
"Uma cristaleira -enfatizava João Condé, pitando seu Hollywood- de uma cristaleira mesmo, onde tremelicavam, impávidos, os mais finos cristais, isto é, personagens, diálogos, entrechos, tons, entretons, linguagem, embocadura. Toda a dobrante e dobrável estrutura de “A Terceira Margem do Rio”. (...)"
"– “Sabe do que o Rosa mais teve medo aquele dia?” – perguntava o bom Condé, fazendo uma pausa e já antegozando a própria resposta. – “O maior medo dele foi, aquele dia, o de topar com um amigo, sobretudo carioca...”
"– “Como assim?” – perguntei.
"– “Temia, a sério, um abraço, desses efusivos e espalhafatosos, que só os cariocas sabem dar... Podia que fizesse, o abraço, desabar a cristaleira...”"

## Estilo e crítica literária

### Língua portuguesa
Entre o registro erudito e o regional (estilo misto ampliado exemplarmente no romance Grande Sertão: Veredas), entre a sintaxe rigorosa e a sincopada, a semântica oficial e o neologismo, críticos têm notado que Rosa trata a língua portuguesa tal como o pai de seu conto: "perto e longe de sua família dele".

### Narrativa
Para João Adolfo Hansen, Guimarães Rosa
"[...] propõe, enfim, que sua ficção – como prática de um autor e efeito num leitor – produz a forma como indeterminação das mediações lógicas e técnicas das representações que o leitor conhece como critério para estabelecer a verossimilhança dos textos. É o que acontece em “A Terceira Margem do Rio”, de Primeiras Estórias, quando o narrador vai fornecendo motivações para a ação do pai e simultaneamente as elimina, deixando o leitor no ar. Mas adverte: “A estranheza dessa verdade deu para estarrecer de todo a gente. Aquilo que não havia, acontecia”, evidenciando a funcionalidade do procedimento de narrar a nu, sem motivação, que pode remeter a leitura para convenções antigas do gênero fantástico e também para o arbitrário moderno do ato da invenção. [...]"
Sem, no entanto, abdicar de elementos realistas, a narrativa de "A Terceira Margem do Rio" se compõe de ações em suspensão e suspeita. Guimarães Rosa usa de indeterminações das técnicas das representações e mesmo de mediações lógicas familiares ao leitor, flertando com ou mesmo assumindo a prosa poética.

### Oralidade
Sobre a oralidade, o crítico literário Paulo Rónai, em artigo de fevereiro de 1966 sobre os contos de Primeiras Estórias e a obra geral de Guimarães Rosa, observa que os contos de Primeiras Estórias "porejam modismos e fórmulas que estamos habituados a ouvir na boca de pessoas do povo e que, em seu frusto vigor, dão à fala popular sabor e energia deliciosos", destacando, por exemplo, as frases de "A Terceira Margem do Rio": "Nosso pai nada não dizia.", "Do que eu mesmo me alembro", "Nossa casa, no tempo, ainda era mais próxima do rio, obra de nem quarto de légua", "perto e longe de sua família dele", "avisado que nem Noé". Rosa, assim, não seria um escritor que meramente reproduz a linguagem popular, pois também lança mão de neologismos, numa arte que, para Rónai, torna-se "tão provocativamente original". Destaca outras frases dos outros contos do livro junto às frases "a alguma recomendação" e "pelas certas pessoas", presentes no "A Terceira Margem do Rio", para notar o uso do artigo definido na frente dos adjetivos indefinidos, prática comum na aparência popular e regional e no estilo oral.

### Neologismos
Como dito anteriormente, Rosa não só retrata um falar popular e sertanejo, como também inventa novas palavras e termos em suas obras. Em "A Terceira Margem do Rio", o neologismo "diluso" é uma variante possível de "diluto", "diluído".
Em carta-resposta de 5 de fevereiro de 1963 para o poeta Murilo Mendes, entre diversos outros apontamentos sobre vários assuntos, Guimarães Rosa escreve:
"(...) Agora, respondendo às consultas: 1) rio-pondo não é nada, é espécie de "in die busîllis", busílis, é rio — pondo perpétuo (o risquinho não é hífen, mas um travessão; foi que, lá na José Olympio, começaram com isto de botar encostadinhos nas palavras os travessões, à moda inglesa, só para confusão nossa, que estamos milenarmente acostumados à maneira nossa, latina, de deixar os ditos — —s afastados decentemente das palavras, pois); 2) quanto ao diluso, Você é que está certíssimo, pois ali a palavra quer dizer "diluído", apagado, esbatido, sfumatto, menos que vulto. (...)"
Em relação a rio — pondo perpétuo, que deve ter causado confusão em Mendes, fora corrigido nas edições subsequentes e nas modernas, em que surge conforme a preferência de Rosa.

## Interpretações e leituras

### Sociais e marxistas
Conforme nota Alfredo Bosi, partindo da elaboração por Karl Marx entre o reino das necessidades (na exploração de uma classe social por outra) e o reino da liberdade (a sociedade comunista):
"Muitas personagens de Primeiras Estórias acham-se privadas de saúde, de recursos materiais, de posição social e até mesmo do pleno uso da razão. Pelos esquemas de uma lógica social moderna, estritamente capitalista, só lhes resta esperar a miséria, a abjeção, o abandono, a morte. O narrador, cujo olho perspicaz nada perde, não poupa detalhes sobre o seu estado de carência extrema. Apesar disso, os contos não correm sobre os trilhos de uma história de necessidades, mas relatam como, através dos processos de suplência afetiva e simbólica, essas mesmas criaturas conhecerão a passagem para o reino da liberdade."
A dicotomia entre a necessidade e a liberdade está em textos de Marx, como nos Manuscritos Econômico-Filosóficos de 1844 e no terceiro livro de O Capital (publicado postumamente em 1894 por Friedrich Engels), sendo o reino da liberdade um sinônimo para a sociedade comunista; assim, os elementos religiosos do conto são encarados por Bosi da seguinte maneira:
"Guimarães Rosa entra em sintonia com essa 'alma de um mundo sem alma', como Marx define com o maior dos realismos a religião dos oprimidos".
A leitura social de "A Terceira Margem do Rio" discute também o quanto o pai do conto encarna a força do patriarcado e a desestruturação da família a partir de seu desvio e distanciamento. A distinção entre a suporta submissão do pai ("homem cumpridor, ordeiro, positivo, só quieto") em relação à mãe e sua suposta supremacia ("nossa mãe era quem regia") são discutidos ou até contestados. O tio, irmão da mãe, que vem ajudar na fazenda e nos negócios, encarna o papel da marcha do capital.

### Psicológicas
Em seu artigo de crítica literária de 1966, Paulo Rónai conclui que "A Terceira Margem do Rio" trata da alienação que é "aceita como parte dolorosa da rotina da vida quando se declara paulatinamente". O narrador do conto iria se contagiando com a demência do pai.
Leyla Perrone-Moisés, por sua vez, em seu artigo "Para atrás da serra do mim", embasada em estudos foucaultianos, freudianos e lacanianos, empreende uma perspectiva transcendente por meio da análise do inconsciente do personagem, do tópico da loucura e do "fim do pacto social". De acordo com esta interpretação, "A Terceira Margem do Rio" seria a margem de conciliação entre razão e loucura e do entendimento realizado pela quebra da racionalidade:
"Se os “loucos” servem para demonstrar as incertezas do senso comum, os poetas servem para abalar as certezas da ciência e para ampliar o saber do inconsciente. Graças a eles, temos notícias de verdades que estão para além da razão, em alguma terrível ou maravilhosa continuação. Graças a eles, “entendemos que”."

### Transcendental, teológica, mística
Muito comuns na fortuna crítica de "A Terceira Margem do Rio" são as leituras e interpretações transcendentais, teológicas e místicas do conto, a partir da simbologia que o rio representa e sobretudo pelo insólito da narrativa, diante do absurdo e da falta de maiores detalhamentos e explicações pelo narrador a respeito dos motivos da fuga de seu pai. É preciso considerar, também, que o realismo da ação em "A Terceira Margem do Rio" é decididamente duvidoso, na medida em que o pai, contra as limitações materiais reais, permanece na canoa por tempo longo demais, até o início da velhice do filho. Estudos de Alfredo Bosi, que, conforme vimos, trabalha sobretudo a partir do socioeconômico, e de Leyla Perrone-Moisés, que parte de certos autores da psicanálise ou da história da psicologia, são dois dos mais conhecidos neste aspecto, analisando as possibilidades de transcendência da história de Guimarães Rosa.
Bosi, em seu Céu, inferno: ensaios de crítica literária e ideológica, afirma que o personagem é movido para o devir da fantasia por meio de um vazio e, baseado na fenomenologia do espírito de Hegel, o eixo interpretativo se estabelece, primeiro, acerca do deslocamento absoluto, segundo, sobre a profunda piedade do vivido, terceiro, da neutralização do conflito. Assim, Bosi fixa o sentido do texto de modo teológico e o conto é sintetizado como a passagem do inferno ("necessidade") para o reino celeste ("liberdade"), em que o absurdo inicial é resolvido pelo desenrolar da narrativa. No entanto, é preciso considerar que a leitura de Bosi não se pretende puramente religiosa tampouco estritamente mística nem estritamente transcendental ou teológica, já que, conforme vimos, os termos dicotômicos "reino da necessidade" e "reino da liberdade" (sendo este último um sinônimo para a sociedade comunista) são encontrados em Karl Marx, nos Manuscritos Econômico-Filosóficos de 1844 e no terceiro livro de O Capital (1894), a partir dos quais Bosi parte e retorna de maneira central. Portanto, o próprio Bosi conclui o seguinte:
"Guimarães Rosa entra em sintonia com essa 'alma de um mundo sem alma', como Marx define com o maior dos realismos a religião dos oprimidos".
Inevitavelmente, porém, tais leituras, como em Leyla Perrone-Moisés, posicionam a transcendência como um elemento importante do conto.

### Bíblicas e mitológicas
Outra vertente interpretativa de "A Terceira Margem do Rio" é a que associa o conto a referências bíblicas e mitológicas. O mito bíblico de Noé é citado pelo próprio narrador para se referir como certas vizinhanças passaram a enxergar seu pai em face de mudanças na natureza: "(...) as falsas conversas, sem senso, como por ocasião, no começo, na vinda das primeiras cheias do rio, com chuvas que não estiavam, todos temeram o fim-do-mundo, diziam: que nosso pai fosse o avisado que nem Noé, que, por tanto, a canoa ele tinha antecipado (...)"
A perspectiva bíblica e cristã é explícita em autores como Lorenzo Papette, italiano, que, em seu "A canoa e o rio da palavra", vê o conto como uma alusão à história de Jesus e Deus: "O entregar-se do pai às águas e o seu silêncio reportam a mitos bíblicos e a temáticas místico-religiosas, sendo as águas interculturalmente ligadas à sacralidade e a forças tão geradoras como purificadoras. Simbólico e relevante é o mesmo início do texto: “Nosso pai” – expressão que o narrador empregará por todo o conto para se referir ao pai – imediata alusão ao “Pai Nosso” das orações. Ecos religiosos emergem também da presença de elementos e imagens formando tríades: rio/pai/filho; divino/humano/natural; corpo/mente/espírito; terra/céu/água." O gesto decisivo do pai, cumprido friamente no relato inicial do conto, é interpretado por Papette como "típico de quem se encontra num estado de exaltação mística" e o afastamento brusco da vida cotidiana, familiar e social interpretado como uma analogia ao sacrifício da salvação. A relação com o filho, que, só no final de sua "vida terrena", compreenderia a importância de entrar no rio, sobretudo no final do relato, onde parece por um momento ser favorável a trocar de lugar com o pai na canoa, é vista como uma passagem para o "além", sacrifício final e transmissão de herança espiritual.
No entanto, grande parte dos estudiosos e críticos refutam tal interpretação por considerá-la estreita e forçada, e mostram que, embora exista no conto a ideia do isolamento do sujeito na canoa, a história de Rosa, ao contrário da ocorrência do mito e da referência cristã, não possui a perspectiva do ser heróico da salvação.
A respeito dos estudos da perspectiva da mitologia clássica, o conto tem sido associado à travessia grega de Caronte, divindade infernal, velho, seminu, de expressão sombria e sinistra, barqueiro cuja função era fazer as almas dos mortos atravessarem o Aqueronte, rio que as separava dos infernos, para atingirem sua morada definitiva. Em determinado momento de "A Terceira Margem do Rio", o filho narrador conta a respeito do pai: "[...] Mas eu sabia que ele agora virara cabeludo, barbudo, de unhas grandes, mal e magro, ficado preto de sol e dos pêlos, com o aspecto de bicho, conforme quase nu, mesmo dispondo das peças de roupas que a gente de tempos em tempos fornecia [...]" Outro rio significativo na mitologia grega é o Estige, que percorria a região infernal e tinha ambígua ou dupla característica: enquanto alguns autores, tanto antigos quanto modernos, o atribuem caráter ruim, envenenando homens e animais, no mito de Aquiles este é mergulhado pela mãe Tétis para que as águas do rio o tornassem invulnerável e imortal.

### Modernistas e poéticas
Críticos como João Adolfo Hansen (em seu Forma literária e crítica da lógica racionalista em Guimarães Rosa) apontam que "A Terceira Margem do Rio" escapa das formas tradicionais do conto e mesmo do pensamento. Na mesma esteira, inclusive utilizando-se teoricamente de Hansen, Bárbara Del Rio, em "A Poética Moderna em 'A Terceira Margem do Rio', de João Guimarães Rosa", expõe rapidamente a diversa fortuna histórico-crítica da obra de Guimarães Rosa e de Primeiras Estórias, empenhando-se em demonstrar que, em Rosa e em "A Terceira Margem do Rio", os dispositivos de "indeterminação" do sentido e de elementos narrativos da história configuram uma "poética moderna" que contradiz as leituras transcendentais ou místicas recorrentes nas interpretações do conto. Tal visão parte das definições de modernidade e modernismo do livro Modernismo - Guia Geral 1890-1930, cujos autores Malcolm Bradbury e James MCfarlane associam tais termos ao advento de "uma nova era de alta consciência estética e não-figurativismo, em que a arte passa do realismo e da representação humanista para o estilo, a técnica, a forma espacial em busca de uma penetração mais profunda da vida". A obra moderna, para tais autores, é "a arte decorrente do princípio de incerteza, de destruição da civilização da razão, do mundo transformado e reinterpretado pelo capitalismo e pela continua aceleração industrial, da vulnerabilidade existencial à falta de sentido ou ao absurdo".
Deste modo, as interpretações místicas, metafísicas e transcendentais seriam opostas ao que o próprio conto mostra, porque nele não há possibilidade de transcendência, resolução ou síntese, e sim paradoxismo e ambiguidade "sem fim", conforme o trecho do filho resignado: "A gente teve de se acostumar com aquilo". O "se acostumar" com a situação absurda não implicaria uma resolução, mas, ao contrário, evidenciaria o conflito que permanece mesmo que os outros personagens tentem ver a situação com normalidade. Portanto, a partir de uma perspectiva modernista e poética, encara-se que "Desconstruindo essas interpretações, o conto se mostra aberto, sem fixação de sentido aparente." "A Terceira Margem do Rio", assim, apresenta modelos tradicionais de representação e racionalidade e também o contrário. De acordo com Bárbara Del Rio, "a interpretação adequada à “Terceira Margem do Rio” está na terceira ordem de grandeza da sismologia cultural – a tentativa de registrar as mudanças e deslocamentos que regularmente ocorrem na história da arte, da literatura e do pensamento" que, citando Braudbury e Mcfarlane, "parecem demolir nossas mais sólidas e firmes crenças e postulados, deixando em ruinas grandes áreas do passado, questionando toda uma civilização ou cultura estimulando uma frenética reconstrução.
Essa leitura chama a atenção para os paradoxos que compõem a linguagem do conto, e mesmo de outros escritos de Rosa. Os exemplos "ir a lugar nenhum", "aquilo que não havia, acontecia" e outros dispõem da lógica racional, mas logo se contrariam, demonstrando um lugar poético, ou seja, "a terceira margem, aquela que não é a síntese das outras duas, mas a o da não fixação plena dos sentidos e da significação". Aqui, haveria algo de comum entre o filho de "A Terceira Margem do Rio" e o Riobaldo de Grande Sertão: Veredas: ambos buscam esclarecimentos, mas a narrativa perfaz o contrário em um movimento que, segundo Hansen, faz das "coisas nomeadas encontrar seu sentido artisticamente superior no movimento mesmo do devir dos seus conceitos, indeterminando a exterioridade de suas definições esquemáticas para apanhá-las na duração do seu ser na intuição acima do movimento". Assim, de acordo com Araújo, a forma da narrativa roseana "segue mesmo é a lógica do mundo que resiste a qualquer classificação e acaba por na impossibilidade de escolher entre isso e aquilo, de chegar a uma resposta decisiva, única e final. Tudo ali é duplo, antagônico, é divisível e é ambíguo, tendo como marca a dilaceração do mundo e do sujeito moderno.".
Enfim, o aspecto moderno e mesmo poético do conto estaria presente na indeterminação constante nas ações e no relato do filho, na permanência das dúvidas ao invés de saídas e soluções. Tal interpretação revela que qualquer perspectiva puramente mítica e transcendental do conto é uma interpretação parcial, porque capta apenas alguns elementos que o próprio conto fornece, mas que logo desconstrói, sendo a narrativa de "A Terceira Margem do Rio", de acordo com tal leitura, "realista e seu contrário, mística e seu contrário, transcendente e seu contrário" e, assim como em Grande Sertão: Veredas, "os narradores buscam o sentido de sua travessia e terminam sem saber. Prevalece mesmo a dúvida, a quebra dos modelos e a liberdade inventiva das formas deformadas, transformadas para acessar o poético".

## Algumas traduções para outras línguas
Em carta ao poeta Murilo Mendes nos anos 1960, Rosa classificou as traduções contemporâneas a ele em francês e em alemão como "boas".
Rosa soube da tradução de Giuliano Macchi para a língua italiana em primeira mão através de carta de Mendes, que enviou o texto diretamente a ele. Algumas semanas depois de lê-la, em carta de 13 de fevereiro de 1963, Rosa lhe confessa: "(...) Li a tradução do "A Terceira Margem do Rio", do Dr. Giuliano Macchi, o Nazareth está aqui e ma mostrou. Acho-a formidável, admirável, portentosa, deslumbradora! Isto é que é "traduzir". Sei que jamais outros, em língua nenhuma, farão coisa tão soberbamente exacta e boa, tão verdadeira. É a TRADUÇÃOÍSSIMA, traducioníssima, para ficar em belos têrmos peninsulares. Em alguns pontos, ela supera mesmo o original. Estou feliz. (...)" A tradução de Giuliano Macchi só foi publicada em 1977, num número da revista Progretto, inteiramente dedicado ao Brasil.
A força do conto "A Terceira Margem do Rio" levou à tradução, feita por Bárbara Shelby, do livro Primeiras Estórias para o inglês sob o título The Third Bank of the River.
São consideráveis também as traduções "La troisième rive de fleuve" (francês) de Ines Oseki-Dé- pré; "Das Dritte Ufer des Flusses" (alemão) de Curt Meyer-Clason em 1968; "La Troisième Rive du Fleuve" (francês) na revista Planète, número 6, e a tradução em espanhol "La Tercera Orilla del Rio", no jornal Marcha, de Montevidéu.

## Influência

### Na literatura
A influência literária mais direta e óbvia de "A Terceira Margem do Rio" reside no conto "Nas Águas do Tempo" (publicado em Estórias Abensonhadas em 1994), de Mia Couto, escritor moçambicano, um dos escritores contemporâneos de língua portuguesa mais conhecidos no mundo. Em ”Nas águas do tempo”, um avô do meio rural leva o seu neto várias vezes no rio numa canoa para o lago proibido, em clandestino da mãe do neto. A grande inspiração de "A Terceira Margem do Rio" é confessa pelo próprio Mia Couto em questão temática, de oralidade e escrita, espécie de "transe":
"[...] E foi poesia que me deu o prosador João Guimarães Rosa. (...) Mais que a invenção de palavras, o que me tocou foi a emergência de uma poesia que me fazia sair do mundo, que me fazia inexistir. Aquela era uma linguagem em estado de transe, que entrava em transe como os médiuns das cerimônias mágicas e religiosas. Havia como que uma embriaguez profunda que autorizava a que outras linguagens tomassem posse daquela linguagem. Exatamente como o dançarino da minha terra que não se limita a dançar. Ele prepara a possessão pelos espíritos. O dançarino só dança para criar o momento divino em que ele emigra do seu próprio corpo. Para se chegar àquela relação com a escrita é preciso ser-se escritor. Contudo, é essencial, ao mesmo tempo, ser-se um não escritor, mergulhar no lado da oralidade e escapar da racionalidade dos códigos da escrita enquanto sistema único de pensamento. Esse é o desafio de desequilibrista – ter um pé em cada um dos mundos: o do texto e o do verbo. Não se trata apenas de visitar o mundo da oralidade. É preciso deixar-se invadir e dissolver pelo universo das falas, das lendas, dos provérbios. [...]" 

### Na música popular
A canção "A Terceira Margem do Rio", com música de Milton Nascimento e letra de Caetano Veloso, foi lançada em 1990, explicitamente a partir do conto homônimo de Guimarães Rosa. A canção está na faixa 09 do álbum Txai (1990), de Milton Nascimento, e também na faixa 09 do álbum Circuladô (1991), de Caetano Veloso.

## Adaptações

### Cinema
- A Terceira Margem do Rio, filme franco-brasileiro de 1994, dirigido por Nelson Pereira dos Santos.

Na sinopse do diretor, impressa na capa da versão em VHS, de distribuição da Riofilmes e Sagres Vídeo (1994), Nelson Pereira dos Santos relata o seguinte:
"(...) Desde que li Primeiras Estórias, em 1962, fiquei particularmente impressionado por esse conto. Para melhor adaptá-lo misturei outras quatro estórias (...) Por que o homem abandona a família e vai viver no meio do rio? São indagações que não procurei responder. Talvez a terceira margem do rio seja o que todo mundo procura e não sabe o que é. Quis mostrar que talvez exista uma terceira margem para o Brasil, entre o velho e o novo."